# Kanghvado
Kanghvado (hangul: 강화도, handzsa: 江華島, RR: Ganghwado) Dél-Korea ötödik legnagyobb szigete, közigazgatásilag Incshon tartományi jogú városhoz tartozik. Egy 28 szigetből álló szigetcsoport része, ebből 17 lakatlan. A szigetcsoport Kanghva megyét alkotja. A Han folyó torkolatánál fekszik, közel az észak-koreai határhoz. A Korjo korban egy időre az ország fővárosa lett, amikor a koreai udvar ide menekült a mongol invázió elől. Legmagasabb pontja a Maniszan hegy 468 méterrel. A szárazfölddel az 1969-ben épített, 780 méter hosszú Kanghva-híd köti össze, előtte csak komppal lehetett megközelíteni.

## Kultúra
A szigeten található dolmenek az UNESCO Világörökség részét képezik.
A sziget jellegzetes ételei a kkotke (꽃게), azaz a Portunus trituberculatus, a rövidfarkú rákok közé tartozó rákfajból készült ételek.

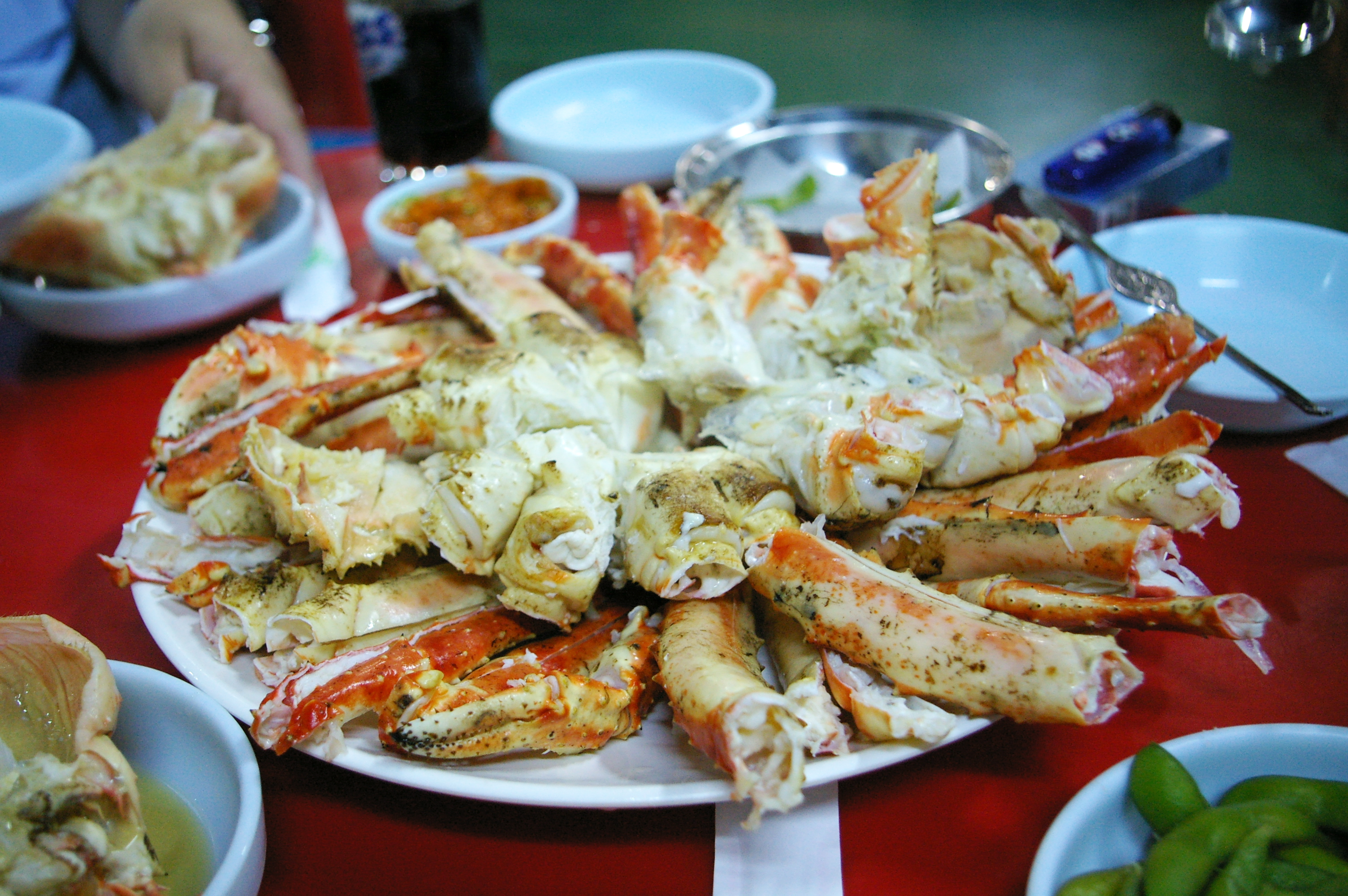
kkotkeccsim, rákból készült ccsim
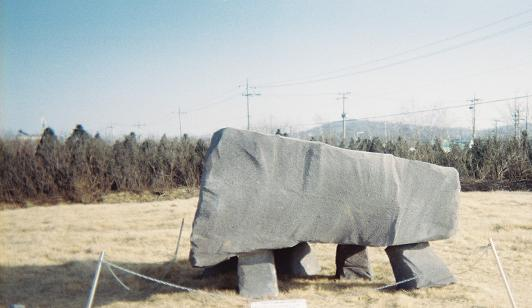
Dolmen Kanghva szigetén